# Manuela Lütke
Manuela Lütke (* 8. August 1967) ist eine ehemalige deutsche Fußballspielerin.

## Karriere

### Vereine
Lütke spielte in den 1980er Jahren als Torhüterin zunächst für die 1969 gegründete Frauenfußballabteilung von Tennis Borussia Berlin in der Verbandsliga Berlin.
In der Saison 2000/01 kam sie in der Bundesliga für den 1. FFC Turbine Potsdam einzig am 18. Februar 2001 (10. Spieltag) beim 2:0-Sieg im Auswärtsspiel gegen den FFC Brauweiler Pulheim zum Einsatz.

### Nationalmannschaft
Noch als Spielerin von Tennis Borussia Berlin bestritt sie einzig das am 22. Juli 1988 in Arco mit 1:2 gegen die US-amerikanische Nationalmannschaft verlorene Test-Länderspiel der A-Nationalmannschaft.